# Ectropis lineata
Ectropis lineata är en fjärilsart som beskrevs av Druce 1898. Ectropis lineata ingår i släktet Ectropis och familjen mätare. Inga underarter finns listade i Catalogue of Life.